# Il giorno della civetta (film)
Il giorno della civetta è un film del 1968 diretto da Damiano Damiani, tratto dall'omonimo romanzo di Leonardo Sciascia.
La pellicola, girata a Partinico e a Palermo, si è avvalsa di un cast internazionale, comprendente Franco Nero, Claudia Cardinale, Lee J. Cobb, Serge Reggiani e Nehemiah Persoff.
Negli Stati Uniti il film fu distribuito nel 1970 con il titolo The Day of the Owl.

## Trama
Sicilia, 1961. L'ufficiale dei Carabinieri Carlo Bellodi, parmense ed ex partigiano, in servizio in un piccolo paese, si trova a indagare sull'omicidio di Salvatore Colasberna, un impresario edile, ucciso per essersi rifiutato di lasciare un appalto a una ditta protetta dalla mafia. L'omicidio è avvenuto nelle vicinanze dell'abitazione dove vivono Rosa Nicolosi, il marito e la loro figlioletta. Nella stessa mattina scompare anche il marito di Rosa Nicolosi. Il capitano Bellodi riesce a strappare a Rosa un'informazione preziosa: prima di sparire, il marito le ha confidato di essersi imbattuto lungo la strada in cui ha avuto luogo l'omicidio in "Zecchinetta" (soprannome derivante dalla sua passione per l'omonimo gioco). Zecchinetta è un compaesano pregiudicato, il cui nome viene confermato da "Parrinieddu", informatore della polizia. Nel frattempo, il boss del paese, don Mariano Arena, organizza una voce per far passare l'omicidio Colasberna come dovuto a motivi passionali: sarebbe stato Nicolosi a uccidere l'impresario, in quanto amante della moglie; dunque si sarebbe dato alla latitanza.
Il capitano non crede alla pista passionale e cerca di trovare il corpo di Nicolosi, ritenendo che sia stato ucciso in quanto testimone scomodo, rinvenendo però il cadavere di "Parrinieddu", ucciso perché ritenuto ormai compromesso. L'inchiesta andrà avanti con l'arresto di don Mariano e i suoi luogotenenti ma alla fine, grazie agli agganci politici del padrino, Bellodi verrà trasferito. Una volta liberi i mafiosi scruteranno da lontano il nuovo comandante, probabilmente più mite e accomodante, indicandolo quale un "quaquaraquà", ovvero un papero, un uomo senza valore e onore, stimando il precedente capitano Bellodi.

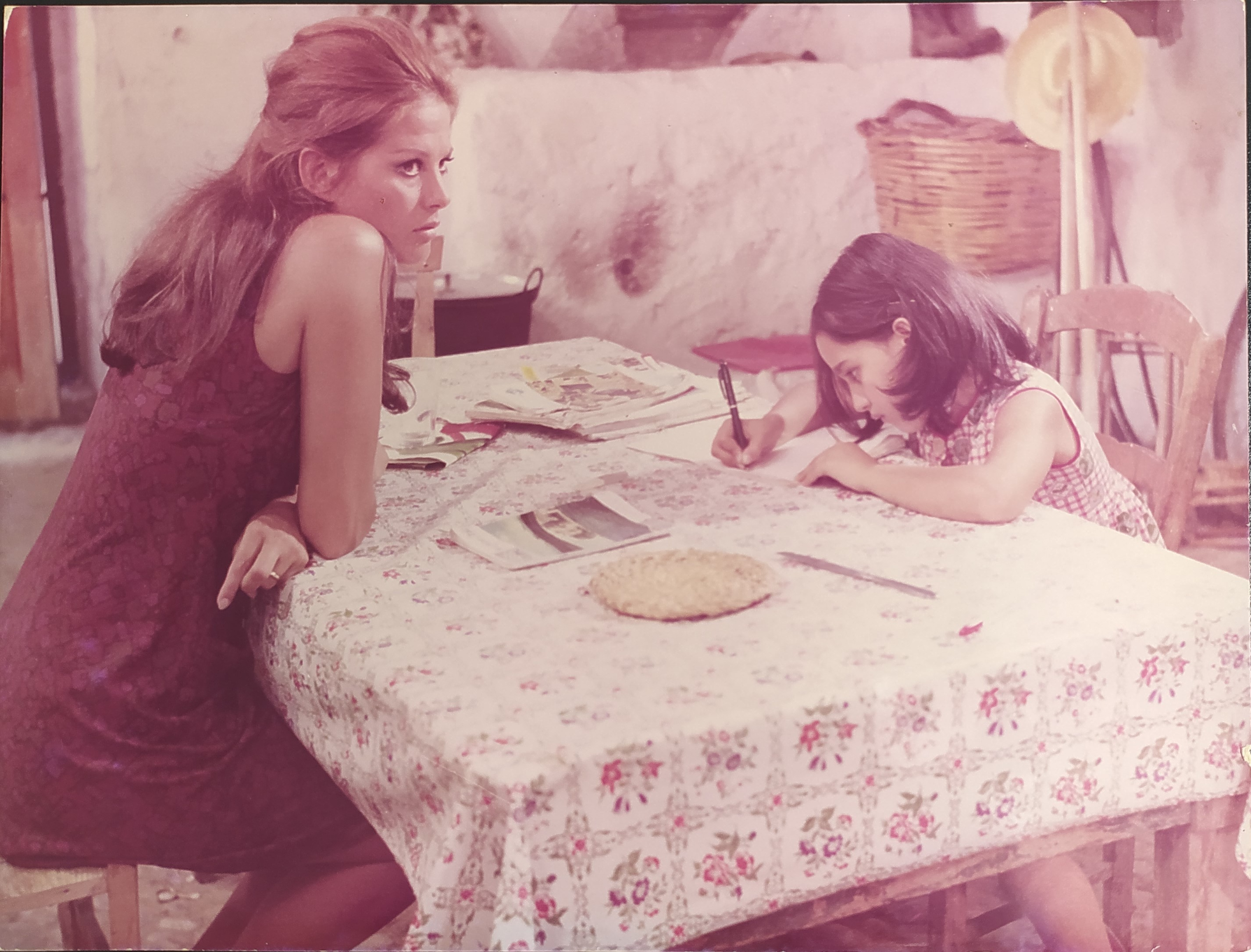
Claudia Cardinale in una scena del film

## Produzione
Il film è stato girato a Partinico e a Palermo adattando il libro omonimo di Leonardo Sciascia che prende spunto dall'omicidio del sindacalista comunista Accursio Miraglia, ucciso a Sciacca nel 1947.

## Distribuzione
Distribuito nei cinema italiani il 17 febbraio 1968, Il giorno della civetta ha incassato complessivamente 1.335.244.000 lire dell'epoca.

## Accoglienza

### Critica
Nel film risalta in maniera particolare l'atmosfera di omertà esistente nel paese e la corruzione diffusa in tutti gli ambienti: politico, giudiziario, ecclesiastico. Ottima la sceneggiatura di Ugo Pirro e dello stesso Damiani. Ottimi gli attori, a partire dai comprimari Tano Cimarosa e Serge Reggiani, convincente Franco Nero (premiato col David) in una delle sue parti migliori, nel dare al capitano Bellodi il volto pulito del funzionario dello Stato che ancora crede nei valori della giustizia; ma superlativi sono Claudia Cardinale (anch'essa premiata) e Lee J. Cobb: torva e sensuale come non mai la prima, mafioso perfetto il secondo (aiutato anche dal doppiaggio italiano di Corrado Gaipa).
(Morandini, 1999)

## Riconoscimenti
- 1968 – David di Donatello
  - Miglior produttore
  - Migliore attrice protagonista a Claudia Cardinale
  - Miglior attore protagonista a Franco Nero
  - Targa d'oro a Damiano Damiani